# ストレンジャー・イン・ディス・タウン
『ストレンジャー・イン・ディス・タウン』（Stranger In This Town）はアメリカ合衆国のロックバンド、ボン・ジョヴィのギタリストリッチー・サンボラが1991年に発売したソロ1枚目のスタジオ・アルバム。

## 概要
リッチー本人が、ギターのみならず全曲でボーカルを担当している。これまでのボン・ジョヴィのアルバムと比べると、全体的にブルース的なサウンドのアルバムである。ボン・ジョヴィとしてアルバム『ニュージャージー』制作時にデモ録音されたが、結局リリースされなかった曲がいくつか本作でリメイクされている。ドラムとキーボードにはボン・ジョヴィのティコ・トーレスとデヴィッド・ブライアンが参加している。また、「ミスター・ブルースマン」では、リッチーの要望によりエリック・クラプトンがギターで参加している。また、「ジ・アンサー」はブルース・ウィリス出演のスバル・レガシィのCM曲としても使用された。

## 曲目
1. レスト・イン・ピース - Rest In Peace
2. チャーチ・オブ・デザイアー - Church Of Desire
3. ストレンジャー・イン・ディス・タウン - Stranger In This Town
4. バラード・オブ・ユース - Ballad Of Youth
5. ワン・ライト・バーニング - One Light Burning
6. ミスター・ブルースマン - Mr. Bluesman
7. ロージー - Rosier
8. リヴァー・オブ・ラヴ - River Of Love
9. ファーザー・タイム - Father Time
10. ジ・アンサー - The Answer
11. 風の中のマリー - The Wind Cries Mary ※

※日本盤のみのボーナス・トラック